# یکاولنگ، افغانستان
یکاولنگ (به لاتین: Yakawlang) یک منطقهٔ مسکونی در افغانستان است که در ولسوالی یکاولنگ واقع شده است. یکاولنگ ۶۵٬۰۰۰ نفر جمعیت دارد و ۲٬۷۱۴ متر بالاتر از سطح دریا واقع شده است.
این ولسوالی یکی از مناطق گردشکری ولایت بامیان می‌باشد، که همه ساله هزاران نفر از داخل و خارج به منطقه بند امیر موسوم به پارک ملی افغانستان دیدن می‌نماید.

## واقعه نسل‌کشی جنوری ۲۰۰۱
در دوره اول حکومت طالبان، در نتیجه یورش آنان به این ولسوالی تعدادی زیادی از غیر نظامیان کشته شدند.